# Жил Латилип
Жил Латилип (фр. Gilles Latulippe; Монтреал, 31. август 1937 — Монтреал, 23. септембар 2014) био је канадски глумац, комичар, позоришни редитељ и директор. Он је познат по бројним комичним изведбама у разним театрима Квебека. Године 1998. именован је за омиљеног квебешког глумца.

## Биографија
Рођен је у Монтреалу. У касним 1950-им придружио се глумцу Ивону Дешамску те је студирао како би постао позоришни глумац. Подучавао га је глумац Франсоа Розе. Прве улоге добио је захваљујући Полу Бисоноу. Прву улогу у ТВ серији добио је 1954. године.
У задњим годинама живота био је врло активан у свом послу. Добио је много признања током своје каријере. Добио је велики број награда При Жемо и Метро Звезда за свој рад на телевизији. Умро је од рака плућа.